# Крістоф фон Донаньї
Крістоф фон Донаньї (нім. Christoph von Dohnányi нім.: [doˈnaːni], угор.: [ˈdoxnaːnji]); нар. 18 вересня 1929, Берлін) — німецький диригент угорського походження.

## Біографія
Крістоф фон Донаньї є онуком композитора і диригента Ернста фон Донаньї, сином юриста Ганса фон Донаньї, братом політика Клауса фон Донаньї. Середню освіту здобув в лейпцизькій школі Святого Фоми, співав в хорі Святого Фоми. Після Другої світової війни вивчав в Мюнхені право, проте у 1948 році перевівся до Мюнхенської консерваторії, таким чином покинув професію батька заради професії діда. Ще в студентські роки працював репетитором Мюнхенської опери. Надалі продовжив освіту у Флоридському університеті у свого діда.
З 1953 року працював диригентом-репетитором у Франкфуртській опері. У 1957—1963 роках Донаньї очолював Любекськую оперу, в 1968—1977 роках — Франкфуртську оперу, в 1977—1984 роках — Гамбурзьку оперу (у двох останніх випадках поєднував посади головного диригента і директора). У 1964—1969 роках Донаньї був першим головним диригентом Симфонічного оркестру Кельнського радіо, у 1984—2002 роках очолював Клівлендський оркестр, з яким записав, зокрема, всі симфонії Бетховена, Шумана та Брамса. У 1997—2008 роках займав пост головного диригента лондонського  оркестру «Філармонія», з яким, крім симфонічних концертів і записів, здійснив ряд оперних постановок в паризькому Театрі Шатле (зокрема, «Цар Едіп» Стравінського, «Мойсей і Аарон» Шенберга, «Гензель і Гретель» Гумпердінка). Одночасно в 1998—2000 роках Донаньї був музичним керівником Оркестру Парижа, в 2004—2011 роках очолював Симфонічний оркестр Північнонімецького радіо.
Першою дружиною фон Донаньї була співачка Аня Силья.